# Macrosiphoniella taesongsanensis
Macrosiphoniella taesongsanensis är en insektsart. Macrosiphoniella taesongsanensis ingår i släktet Macrosiphoniella och familjen långrörsbladlöss. Inga underarter finns listade i Catalogue of Life.